# Mozaikszók listája: Q
Ezen a lapon a Q betűvel kezdődő mozaikszók ábécé rend szerinti listája található. A kis- és nagybetűk nem különböznek a besorolás szempontjából.

## Lista: Q
- QED – Quod erat demonstrandum (ami bizonyítandó volt)